# MEMS
MEMS（メムス、Micro Electro Mechanical Systems）は、機械要素部品、センサ、アクチュエータ、電子回路を一つのシリコン基板、ガラス基板、有機材料などの上に微細加工技術によって集積化したデバイスを指す。プロセス上の制約や材料の違いなどにより、機械構造と電子回路が別なチップになる場合があるが、このようなハイブリッドの場合もMEMSという。
その製作には、LIGAプロセスや半導体集積回路作製技術をはじめとして、立体形状や可動構造を形成するために犠牲層エッチングプロセスも用いられる。
以前は、MEMSはセンサなどの既存のデバイスの代替を主な目的として研究開発が進められていたが、近年はMEMSにしか許されない環境下での実験手段として注目されている。例えば、電子顕微鏡の中は高真空で微小な空間だが、MEMSならばその小ささと機械的性質を利用して電子顕微鏡下での実験を行うことができる。また、DNAや生体試料などのナノ・マイクロメートルの物質を操作・捕獲・分析するツールとしても活躍している。
現在、製品として市販されている物としては、インクジェットプリンタのヘッド、圧力センサ、加速度センサ、ジャイロスコープ、プロジェクタ・写真焼付機等に利用されるDMD、光造形式3Dプリンターやレーザープロジェクタ等に使用されるガルバノメータなどがあり、徐々に応用範囲は拡大しつつある。
市場規模が拡大して応用分野も多岐にわたるため、期待は大きく、第二のDRAMと言われたこともある。

## 歴史
歴史的には古くから機械構造を半導体製作技術で作製する方法が行われてきた。1951年にはRCA社によりシャドーマスクが製作され、1963年には既に豊田中央研究所により半導体圧力センサが発表されている。1970年頃にはスタンフォード大学でNASAの委託研究でガスクロマトグラフがシリコンウエハ上に作成された。MEMSの定義にもよるが、いくつかの文献では世界で最初のMEMSは1967年に発表されたH. C. Nathansonによる「The Resonant Gate Transistor」となっている。ただし、圧力センサもMEMSに分類されるので豊田中研の半導体圧力センサもMEMSと考えられ、どれが世界初であるかについては議論が分かれる。
このような微細な機械構造が注目を集めるきっかけとなったのは1987年のTransducers'87で発表されたマイクロギアやタービンである。その後、マイクロモータ、櫛歯型アクチュエータなどの発明により脚光を浴びる。初期の段階では動くだけで良かったが最近では応用を見据えたデバイスが主流である。
現在では後述のように多様な応用先があるため、MEMS応用の市場規模は日本国内だけでも数千億円にものぼり、将来的には数兆円規模になると言われている。
プロセスの見地では、最近まで半導体集積回路技術と近いサーフェイスマイクロマシニングが主流であったが、ICP-RIEによる深掘りエッチングやウエハ接合、LIGAプロセス技術などMEMS特有のプロセス技術の発展によりバルクマイクロマシニングが主流となってきている。

CMOS回路と組み合わせたデバイスはCMOS回路とのプロセス技術の整合性からサーフェイスマイクロマシニングを用いる場合が多いが、SOIウエハを用いてバルクマイクロマシニングとCMOS回路を組み合わせたデバイスも多くなってきている。

## 代表的なMEMSデバイス
市販されている代表的なデバイス
- プリンタヘッド: 特にインクジェットプリンタ用
- 圧力センサ
- 加速度センサ
- ジャイロスコープ
- 光スキャナ (ガルバノメータ)
- AFM用カンチレバー
- 流路モジュール
- デジタルミラーデバイス(DMD)
- HDDのヘッド
- DNAチップ
- 光スイッチ
- ボロメータ型赤外線撮像素子
- 波長可変レーザー (共振器を可変長化する)
- 光変調器

## 主な応用先
研究段階の物や期待される応用分野

### 高周波応用
主に微小な高周波スイッチや共振器を実現する。
機械的な高周波スイッチの場合、半導体の高周波スイッチより動作速度は遅いものの、低損失のスイッチが実現できる。
共振器は小型で高いQ値を持つものが作製可能である。水晶を用いても高いQ値を実現できるが、シリコンで作製できるため集積回路との集積化が容易である。
- 高周波スイッチ
- フィルタ
- 発振器用振動子：水晶振動子と置き換えて使う

### 光応用
- 光通信用光スイッチ
- 光スキャナ
- 投射型ディスプレイ
- 電子ペーパ
- ヘッドマウントディスプレイ

### 流体応用
- マイクロバルブ
- マイクロ流路
- Micro-TAS/Lab-on-a-chip

### 生化学応用
- DNA分析チップ
- 蛋白質分析チップ

### 医療応用
- 血液検査チップ
- 能動カテーテル
- ドラッグデリバリシステム

### センサ
- 圧力センサ
- 触覚センサ
- 慣性センサ
  - 加速度センサ
  - ジャイロセンサ
- 化学センサ
- マイクロフォン：ECMの代わりに使う

### 宇宙応用
- マイクロスラスタ
- マイクロカロリーメータ

## BioMEMS
MEMSの中でも特にライフサイエンス分野で使用されるものをBioMEMSと呼ぶ。応用例は多岐にわたり、従来の固定式の分析装置による血液検査や抗体検査等を代替することを視野に入れて開発が進められる。2000年以降、MEMSはスマートフォン等に内蔵される加速度センサやジャイロセンサ等が実用化されてきたが、次はライフサイエンスへの分野へ徐々に新たな活路を広げつつあり有望な分野であると予想される。従来の固定式の分析装置がBioMEMSにより小型化されればウェアラブル化も可能になるため、慢性性疾患の患者のクオリティ・オブ・ライフ(QOL)の向上が期待される。

## MEMSにおける特徴的なプロセス技術
集積回路作製技術以外にMEMSで用いられる技術

### 大きな分類
- バルクマイクロマシニング(Bulk Micromachining)
- サーフェイスマイクロマシニング(Surface Micromachining)

### エッチング技術
- 犠牲層エッチング
- 深掘りエッチング:ICP-RIE
- 異方性エッチング
- 多段エッチング

### リソグラフィ技術
- フォトリソグラフィ
- LIGA
- 3次元リソグラフィ
- 電子線直描
- 厚膜レジスト

### 接合技術
- 直接接合
- 陽極接合

## MEMSに用いられるアクチュエータ

### 静電力を用いたもの
構造が簡単で小型化に向いている。発生力は他の方法に比べて小さい。MEMSでは最も使われる駆動原理
- 平行平板型静電アクチュエータ
- 櫛歯型静電アクチュエータ
- スクラッチドライブアクチュエータ (Scratch Drive Actuator:SDA)
- 静電マイクロモータ

### 電磁力を用いたもの
コイルや磁石が必要になるため、静電型に比べ構造が複雑で大きいが、大きな力を発生することができる。ヒステリシスやドリフトを伴うこともある。
- 電磁力アクチュエータ
- 磁歪アクチュエータ

### 圧電効果を用いたもの
大きな力を発生できるが、変位が小さい。
- 圧電型アクチュエータ
- 圧電バイモルフ

### 熱歪みを用いたもの
構造が簡単で、大きな力を発生できるが、ドリフトなどの不安定要素がある
- 熱バイモルフアクチュエータ
- 熱膨張型

### その他
- 圧縮気体を用いたもの
- 電気分解を用いたもの

### ソフトウェア
MEMSは微小構造物なので、解析を行う際には汎用的なシミュレーションソフトウェアでは、微小構造による特有の現象を考慮していないため正確な解析を行うことができない。近年ではPCのスペックも向上しているため汎用シミュレーションでも解析が可能であると紹介されているが、静電デバイスやシステム解析といった総合的なMEMS設計を考えると汎用ソフトウェアより専門ソフトウェアに優位性がある。
専門ソフトウェア
・IntelliSuite　(IntelliSense社)
・CoventorWare